# Turó del Reig
El Turó del Reig és una muntanya de 368 metres que es troba entre els municipis de Tiana, a la comarca del Maresme i de Sant Fost de Campsentelles, a la comarca del Vallès Oriental.